# Kazuko Yanaga
Kazuko Yanaga (弥永 和子, Yanaga Kazuko, 14 de abril de 1947 - 1 de novembro de 2014) era uma dubladora e atriz japonesa que trabalhou para 81 Produce, seu trabalho foi da vilã Madogarbo do Jiban. Ela era a esposa do ator de voz Hōchū Ōtsuka.
Em 1 de novembro de 2014, ela morreu de septicemia com a idade de 67 anos.